# Florencio II de Holanda
Florencio II llamado el Gordo, nacido en Vlaardingen hacia 1085 y muerto el 2 de marzo de 1122, fue conde de Holanda desde 1091 a 1122. Era hijo de Teodorico V, conde de Holanda, y de Otelindis de Sajonia.
Acabó con el conflicto con los obispos de Utrech que había mantenido su padre Teodorico V y que hay entender en el contexto de la querella de las Investiduras, una lucha de poder entre el papa y el emperador. En 1101, adquirió las tierras al borde del Rin.
Florencio II concluyó un tratado con el emperador Enrique V, quien quería arrebatar las islas zelandesas al conde de Flandes. Florencio a cambio del apoyo logístico que él le suministraría, debería adquirir estas islas que el emperador había prometido cederle.
Se ignora si esta guerra tuvo lugar y, por consiguiente, si las condiciones del tratado fueron cumplidas. Parece que Florencio poseyó estas islas en feudo del conde de Flandes, hijo y sucesor de Roberto el Frisón; conjetura fundada en que, algunos años más tarde, la historia nos representa a Florencio III, nieto de Florencio II, como vasallo del conde de Flandes.

## Sus cualidades personales
En 1112, Florencio tuvo una disputa particular con un noble frisón llamado Galama. Sucedió que estando de caza Florencio en el bosque de Kreil, le robó tres perros a Galama. Este juró vengarse si no se le eran devueltos. Algún tiempo después Galama se encontró con el conde en una cacería y le reclamó una indemnización por los canes; por toda respuesta Florencio le reprochó su insolencia y el noble frisón sacó la espada e hirió a Florencio en un brazo. Gamala fue abatido por la gente del conde y pagó con su vida haberse enfrentado a su señor. Florencio adquirió una bien ganada reputación de príncipe violento y avaro.
Rodolfo, abad de San Truyn, describe de una manera tan singular como ingenua la avaricia del conde: "Fui forzado, para atraer al rico y gordo Florencio de Holanda a Utrech, a servirme de cordones de plata y emplear un martillo del mismo metal para ablandar la dura cabeza del obispo Burchardo". Conrado predecesor de Bruchardo había arrebatado una iglesia que pertenecía a la abadía de San Truyn. Florencio que era protector (advocatus) de esta iglesia se comprometió, a solicitud del abad, a arrancarla de las manos del usurpador;  pero no lo hizo, y ello después de haber extorsionado con fuertes sumas al abad Bruchardo.
Sea como fuera, la historia nos presenta a Florencio II como un gobernante muy superior a sus predecesores, por sus otras cualidades personales, a los que aventajaba en poderío y autoridad. Murió el 2 de marzo de 1122.

## Matrimonio y descendencia
Se casó hacia 1113 con  Petronila de Lorena (1086 † 1144), hija de Teodorico II de Lorena, y de Edwige de Formbach. Gertrudis cambió su nombre por Petronila, derivado de Pedro, para mostrar su fidelidad a la Santa Sede. Petronila era cuñada del que luego fue emperador Lotario II.
Florencio II fue el cuarto conde de Holanda que se alió con la casa de Sajonia. Se puede decir que estas dos dinastías eran enemigas de los emperadores y buscaban, por medio de los matrimonios, librarse más fácilmente del yugo de dependencia que pretendía imponerles estos soberanos.
Florencio y Petronila tuvieron tres hijos y una hija:
- Teodorico VI (1114 † 1157), conde de Holanda
- Florencio el Negro († 1132), muerto en una revuelta contra su hermano
- Simón, canónigo en Utrecht (1131-1147)
- Edwige († 1132), monja